# Pezza delle Monache Centrale
Pezza delle Monache Centrale is een plaats (frazione) in de Italiaanse gemeente Villa Castelli.